# طاقة موجة فوق صوتية
طاقة الموجات فوق صوتية (بالإنجليزي: Ultrasound energy) تستخدم لعلاج السرطان، حيث يتم تكثيف الطاقة الموجات فوق صوتية على الورم السرطاني ممايؤدي إلى ارتفاع حرارته وإتلافه .

## روابط إضافية
- Ultrasound energy entry in the public domain NCI Dictionary of Cancer Terms